# One-issuepartij
Een one-issuepartij, single-issuepartij of belangenpartij is een politieke partij die slechts voor een beperkt aantal doelen, als regel gerelateerd aan één politiek onderwerp of gericht op één doelgroep, opgericht is en waarvan de beginselen uitsluitend of praktisch alleen deze punten behandelen. Vaak wordt een dergelijke partij als protest tegen de grote, regerende partijen opgericht. Deze partijen wordt dan verweten het onderwerp of de belangen van de specifieke groep niet serieus te nemen. Een one-issuepartij kan een bepaalde specifieke doelgroep vertegenwoordigen (boeren, studenten, ouderen) of een bepaald onderwerp tot speerpunt maken (dierenbelangen, het milieu, integratie, bestuurlijke transparantie). Meestal vormen ze een relatief kleine politieke macht die na een of meerdere verkiezingen verdwijnt, maar ze kunnen soms uitgroeien tot een belangrijke politieke machtsfactor.

## One-issue partijen en het verkiezingsstelsel
In Nederland en België, waar men evenredige vertegenwoordiging met een lage kiesdrempel kent, heerst er een gunstig klimaat voor kleine politieke bewegingen in het algemeen, dus ook voor one-issuepartijen. Bovendien kunnen ze hun macht vergroten door zich strategisch tussen twee blokken op te stellen. Ze kunnen dan met een bepaalde grotere partij meestemmen, op voorwaarde dat deze rekening houdt met de onderwerpen of belangen van de one-issuepartij.
In landen met een hoge kiesdrempel (zoals Duitsland) een districtenstelsel en/of een tweepartijenstelsel (zoals de VS) is daarentegen het voor dit soort partijen erg moeilijk om voet aan de grond te krijgen. Men ziet hier vaak dat het protest over het onderwerp zich uit als een stroming binnen een van de traditionele partijen. Een voorbeeld is de Amerikaanse Tea Party-beweging (opgericht naar aanleiding van onder andere belastingmaatregelen in de Verenigde Staten ten behoeve van het economisch reddingsplan van na de economische neergang van 2008) die niet zozeer zelf een politieke partij was, maar zich deed gelden middels invloed op de Republikeinse Partij.

## De partijen
Het bestaan van boerenpartijen is in veel landen een bekend fenomeen. Boeren vormen vaak een relatief grote bevolkingsgroep, die regelmatig met problemen kampt (misoogsten, te lage prijzen voor hun producten, regelgeving, productiequota). Het veelgehoorde verwijt is dat politieke partijen over het algemeen afkomstig zijn van de stadse bourgeoisie, die weinig interesse voor de belangen van de boeren heeft. Gezien de neiging tot conservatisme van het platteland, zijn veel boerenpartijen overwegend van rechtse signatuur.
In Nederland is reeds meerdere keren een partij met weinig meer dan één hoofddoel in de Tweede Kamer gekozen, zoals de Boerenpartij, de Plattelandersbond (later de Nationale Boeren-, Tuinders- en Middenstandspartij), het Algemeen Ouderen Verbond, en de Unie 55+. Een one-issuepartij die de volksvertegenwoordiging net niet haalde was Nederland Mobiel (wel Mokum Mobiel in de Amsterdamse gemeenteraad). Ook was er de Middenstandspartij, die een zetel had in de Tweede Kamer en de Amsterdamse gemeenteraad. In 2004 behaalde Europa Transparant als nieuwe Nederlandse partij twee zetels in het Europees Parlement. Bij de gemeenteraadsverkiezingen van 2010 was er groot succes voor Frisse Wind Harlingen. Deze partij was opgericht als reactie op de komst van een grote afvaloven en kwam als nieuweling met drie zetels de raad binnen, bijna als grootste partij. Ook succesvol was de hoofdstedelijke nieuwkomer Red Amsterdam met één zetel. Deze partij verzet zich tegen de Noord/Zuidlijn. In veel universiteitssteden bestaat een studentenpartij (STIP in Delft, Student en Stad in Groningen, Student & Starter in Utrecht, SVL in Leiden).
De PNVD omschreef zichzelf als een 'humaan-liberale' partij en had een breed partijprogramma. Aangezien de leden en het bestuur van deze partij voornamelijk afkomstig waren van de belangenvereniging voor pedofielen Vereniging MARTIJN en de partij afschaffing van de leeftijdsgrens voor seksuele contacten en de legalisering van kinderporno, werd verondersteld dat het legaliseren van seksuele handelingen tussen kinderen en volwassenen het werkelijke hoofddoel van de partij was en dat de rest van het partijprogramma vooral voor de bühne was. Deze partij werd dan ook in de volksmond aangeduid als 'pedopartij' en gezien als one-issuepartij. De partij is er niet in geslaagd om aan verkiezingen mee te doen omdat niet het vereiste minimum aantal handtekeningen werd vergaard.
In België kwam in de jaren '90 de partij Waardig Ouder Worden (WOW) op, met weinig succes.
Ook veel partijen aan de extreme linker- of rechterzijde, of partijen die zich tijdens hun verkiezingscampagne vooral op één onderwerp richten, worden al dan niet ten onrechte wel one-issuepartijen genoemd. Dit is onder meer het geval met de Nederlandse Partij voor de Dieren en ook voor de PVV van Geert Wilders, uit de mond van onder andere VVD-lijsttrekker Mark Rutte. Deze partij zou zich voornamelijk concentreren op het thema integratie, vooral waar het gaat om moslims.

## Reden voor succes
Het succes voor een partij die voor maar één zaak strijdt is vaak een belangrijke indicator voor onvrede onder kiezers over een bepaald punt. Vaak reageren de gevestigde partijen door hun ideeën, meest in aangepaste vorm, over te nemen, of krijgen ze het verwijt dit te doen. Dit is ook het hoofddoel van de meeste one-issuepartijen; ze weten dat hun demografische basis te klein is om daadwerkelijk een grote politieke macht te vormen (bovendien moet zelfs binnen deze basis nog concurrentiestrijd worden gevoerd met gevestigde partijen), maar het gaat hen erom in de lokale of nationale vertegenwoordiging gekozen te worden, mee te kunnen praten en althans het onderwerp bespreekbaar te maken. Studentenpartijen zijn een typisch voorbeeld; hun basis is relatief klein en veel studenten zullen op traditionele partijen (blijven) stemmen. De een of twee zetels die de partijen desalniettemin bij iedere verkiezingen in de gemeenteraden behalen, zijn echter voldoende om de te kunnen worden gehoord en studentenbelangen bespreekbaar te maken, ook al blijven de partijen als machtsfactor minimaal. Wanneer gevestigde partijen het onderwerp overnemen en bespreekbaar maken, valt de bestaansreden voor de one-issuepartij weg en verdwijnt deze. Anderzijds passen sommige one-issuepartijen in een later stadium hun partijprogramma aan om een aanhang te verbreden. Voorstanders halen deze redenen aan voor het bestaan van one-issuepartijen; zij dienen om bepaalde onderwerpen bespreekbaar te maken; in een echte democratie mag geen enkel onderwerp als taboe doodgezwegen worden.
De gangbare kritiek op one-issuepartijen is dat een volksvertegenwoordiging over veel meer dan één onderwerp vergadert, en dat een volksvertegenwoordiger van meerdere zaken verstand hoort te hebben; een fractie moet althans een redelijk algemene expertise bezitten. Een one-issuepartij zal krachtens haar beginselen alleen kunnen meebeslissen in vergaderingen die over haar punt gaan, terwijl een Kamerlid geacht wordt over de meeste wetsvoorstellen en moties mee te stemmen. Een ander bezwaar is dat de partijen gewoonlijk uit amateurs zouden bestaan en slecht georganiseerd zouden zijn. Voorbeelden zijn het verrast worden door het eigen succes en onvoldoende kandidaten hebben voor de verschillende posten, financiële problemen binnen de partij, of ruzies en scheuringen. Wanneer de partij zware functies bekleedt, kan dit een behoorlijk en stabiel bestuur frustreren. Bij studentenpartijen ziet men nogal eens bestuursleden van studentenverenigingen als lijstduwers; het verwijt hierop is dat dit voornamelijk een publiciteitsstunt is of dient ter verfraaiing van het c.v.